# Adilkhan Ierjanov
Adilkhan Ierjanov (en kazak Әділхан Ержанов, Jezqazğan, Província de Kharagandí, Kazakhstan, 7 d'agost de 1982) és un guionista i director de cinema kazakh.

## Biografia
Graduat a l'Acadèmia Nacional de les Arts del Kazakhstan el 2009, va continuar els seus estudis a Nova York gràcies a una beca.
El seu tercer llargmetratge, Ukkili kamshat, es va presentar al 67è Festival Internacional de Cinema de Canes i al Festival Internacional de Cinema de Toronto de 2014. Va guanyar l'Àmfora estudiantil al Festival du film grolandais el 2014.
Notat pels crítics a França per la seva bellesa formal així com pel seu tema, la seva pel·lícula Laskovoe bezrazlitxie mira (2018) es va presentar a diversos festivals importants (secció Un certain regard del 71è Festival Internacional de Cinema de Canes, Festival Internacional de Cinema de Bergen, Festival de Cinema Nou de Montreal, Festival Internacional de Cinema de Tòquio, etc).
Adilkhan Ierjanov és el tema d'un «Focus» durant el L'Étrange Festival 2018.

## Filmografia
- 2011: Rieltor
- 2013: Stroiteli
- 2014: Ukkili kamxat
- 2016: Txuma v aule Karatas
- 2018: Laskovoe bezrazlitxie mira
- 2018: Notxnoi Bog
- 2019: A Dark-Dark Man
- 2019: Boy Atbaya
- 2020: Sary mysyq
- 2020: Ulbolsyn
- 2021: Onbagandar
- 2022: Assault
- 2024: Steppenwolf

## Distincions
- Festival GoEast 2019: premi al millor director per Laskovoe bezrazlitxie mira.[5]